# Patria Jiménez
Pour les articles homonymes, voir Patria (homonymie) et Jimenez.
Patria Jimenez (née Elsa Patria Jimenez Flores en 1957 à San Luis Potosí) est une personnalité politique mexicaine ouvertement lesbienne.
En 1997, elle représente le Parti de la révolution démocratique, et devient la première personnalité politique ouvertement homosexuelle du Mexique. 
Elle a longtemps été à la tête de El Clóset de Sor Juana,dont elle est cofondatrice, organisation non gouvernementale accréditée par les Nations unies, militant en faveur des droits des lesbiennes, baptisée d'après la poétesse mexicaine, Juana Inés de la Cruz,.

## Carrière politique
Patria Jiménez est membre du Parti de la révolution démocratique (PRD). En 1997, elle a été élue député fédéral et a servi au Congrès du Mexique jusqu'en 2000. Cette année-là, elle est élue sénateur remplaçant, et prend le poste en 2006, quand le sénateur Demetrio Sodi a abandonné sa charge.